# Tanytarsus myrmedon
Tanytarsus myrmedon är en tvåvingeart som beskrevs av Jean-Jacques Kieffer 1922. Tanytarsus myrmedon ingår i släktet Tanytarsus och familjen fjädermyggor.
Artens utbredningsområde är Danmark. Inga underarter finns listade i Catalogue of Life.